# Marci X
Marci X – amerykański film komediowy z 2003 roku.

## Fabuła
Rozpieszczona trzydziestolatka, Marci Feld (Lisa Kudrow), jest córką zamożnego właściciela wytwórni płytowej. Po wydaniu albumu kontrowersyjnego rapera Dr. S (Damon Wayans) firma staje się obiektem ataku mediów oraz pani senator Mary Ellen Spinkle. Gdy ojciec Marci nieoczekiwanie trafia do szpitala, ta postanawia ratować rodzinny interes.